# Kalifornien-Rundfahrt 2010
| Sieger           | Michael Rogers     | 33:08:30 h  |
| Zweiter          | David Zabriskie    | + 0:09 min  |
| Dritter          | Levi Leipheimer    | + 0:25 min  |
| Vierter          | Christopher Horner | + 1:04 min  |
| Fünfter          | Ryder Hesjedal     | + 1:08 min  |
| Sechster         | Jens Voigt         | + 1:44 min  |
| Siebter          | Rory Sutherland    | + 1:58 min  |
| Achter           | Peter Sagan        | + 2:06 min  |
| Neunter          | Janez Brajkovič    | + 2:42 min  |
| Zehnter          | Phil Zajicek       | + 3:21 min  |
| Punktewertung    | Peter Sagan        | 49 P.       |
| Zweiter          | Michael Rogers     | 41 P.       |
| Dritter          | David Zabriskie    | 30 P.       |
| Bergwertung      | Thomas Rabou       | 77 P.       |
| Zweiter          | George Hincapie    | 27 P.       |
| Dritter          | Davide Frattini    | 20 P.       |
| Nachwuchswertung | Peter Sagan        | 33:10:36 h  |
| Zweiter          | Peter Stetina      | + 1:51 min  |
| Dritter          | Thomas Peterson    | + 34:20 min |
| Teamwertung      | Garmin-Transitions | 99:29:17 h  |
| Zweiter          | Team RadioShack    | + 0:02 min  |
| Dritter          | Team HTC-Columbia  | + 6:58 min  |

Die 5. Kalifornien-Rundfahrt fand vom 16. bis 23. Mai 2010 statt. Zum ersten Mal wurde dieses Radrennen im Mai anstatt wie üblich im Februar ausgefahren. Es wurde in acht Etappen und über eine Distanz von 1301,3 Kilometern ausgetragen. Die Rundfahrt ist Teil der UCI America Tour 2010 und dort in die höchste Kategorie 2.HC eingestuft.
Zum ersten Mal in der Geschichte dieser Rundfahrt gewann kein Amerikaner, sondern der Australier Michael Rogers vom Team HTC-Columbia.

## Teilnehmende Teams
UCI ProTour Teams
 Garmin-Transitions
 Liquigas-Doimo
 Quick Step
 Rabobank
 Team HTC-Columbia
 Team RadioShack
 Team Saxo Bank
UCI Professional Continental Teams
 BMC Racing Team
 Cervélo TestTeam
UCI Continental Teams
 Bissell
 Fly V Australia
 Jelly Belly
 Kelly Benefit Strategies
 SpiderTech-Planet Energy
 Team Type 1
 Unitedhealthcare-Maxxis

## Etappen

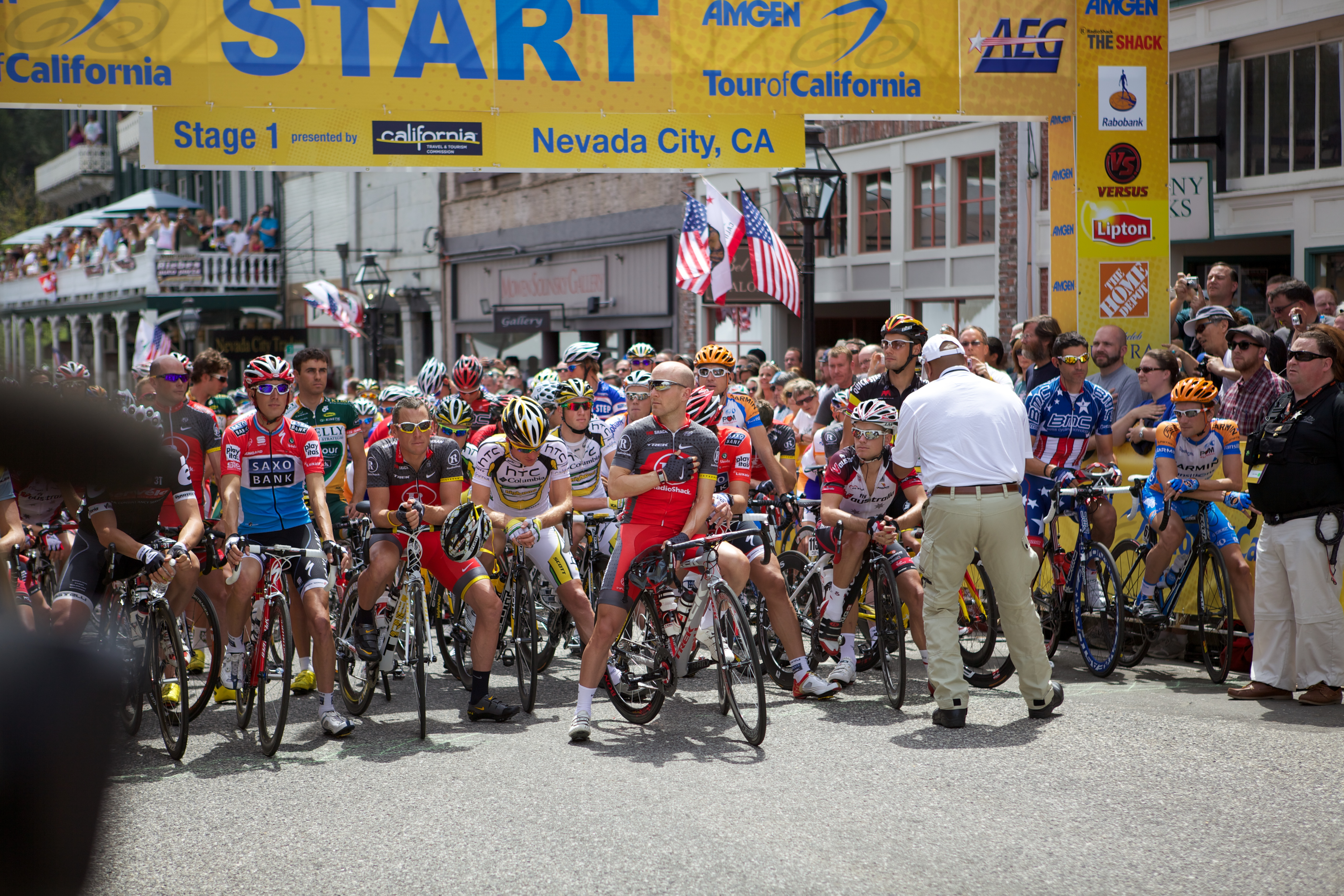
Start der 1. Etappe in Nevada City

### Etappenübersicht
| Etappe    | Tag     | Start–Ziel                  | km    | Etappensieger     | Führender       |
| --------- | ------- | --------------------------- | ----- | ----------------- | --------------- |
| 1. Etappe | 16. Mai | Nevada City–Sacramento      | 167,9 | Mark Cavendish    | Mark Cavendish  |
| 2. Etappe | 17. Mai | Davis–Santa Rosa            | 176,2 | Brett Lancaster   | Brett Lancaster |
| 3. Etappe | 18. Mai | San Francisco–Santa Cruz    | 182,8 | David Zabriskie   | David Zabriskie |
| 4. Etappe | 19. Mai | San José–Modesto            | 195,5 | Francesco Chicchi | David Zabriskie |
| 5. Etappe | 20. Mai | Visalia–Bakersfield         | 195,5 | Peter Sagan       | Michael Rogers  |
| 6. Etappe | 21. Mai | Palmdale–Big Bear Lake      | 217   | Peter Sagan       | Michael Rogers  |
| 7. Etappe | 22. Mai | Los Angeles (EZF)           | 32    | Tony Martin       | Michael Rogers  |
| 8. Etappe | 23. Mai | Thousand Oaks–Thousand Oaks | 134,4 | Ryder Hesjedal    | Michael Rogers  |

### 1. Etappe
|    | Fahrer             | Nation                 | Team | Zeit      |
| -- | ------------------ | ---------------------- | ---- | --------- |
| 1. | Mark Cavendish     | Vereinigtes Konigreich | THR  | 4:04:46 h |
| 2. | Juan José Haedo    | Argentinien            | SAX  | gl. Zeit  |
| 3. | Alexander Kristoff | Norwegen               | BMC  | gl. Zeit  |
| 4. | Robert Hunter      | Sudafrika              | GRM  | gl. Zeit  |
| 5. | Jonathan Cantwell  | Australien             | VAU  | gl. Zeit  |

|    | Fahrer             | Nation                   | Team | Zeit       |
| -- | ------------------ | ------------------------ | ---- | ---------- |
| 1. | Mark Cavendish     | Vereinigtes Konigreich   | THR  | 4:04:46 h  |
| 2. | Juan José Haedo    | Argentinien              | SAX  | + 0:04 min |
| 3. | Alexander Kristoff | Norwegen                 | BMC  | + 0:06 min |
| 4. | Maarten Tjallingii | Niederlande              | RAB  | + 0:07 min |
| 5. | Marc de Maar       | Niederlandische Antillen | UHC  | gl. Zeit   |

### 2. Etappe
|    | Fahrer          | Nation      | Team | Zeit      |
| -- | --------------- | ----------- | ---- | --------- |
| 1. | Brett Lancaster | Australien  | CTT  | 4:38:38 h |
| 2. | Peter Sagan     | Slowakei    | LIQ  | gl. Zeit  |
| 3. | Lars Boom       | Niederlande | RAB  | gl. Zeit  |
| 4. | Rory Sutherland | Australien  | UHC  | gl. Zeit  |
| 5. | André Steensen  | Danemark    | SAX  | gl. Zeit  |

|    | Fahrer          | Nation      | Team | Zeit       |
| -- | --------------- | ----------- | ---- | ---------- |
| 1. | Brett Lancaster | Australien  | CTT  | 8:43:24 h  |
| 2. | Peter Sagan     | Slowakei    | LIQ  | + 0:04 min |
| 3. | Karl Menzies    | Australien  | UHC  | gl. Zeit   |
| 4. | Lars Boom       | Niederlande | RAB  | + 0:06 min |
| 5. | Thomas Rabou    | Niederlande | TT1  | gl. Zeit   |

### 3. Etappe
|    | Fahrer          | Nation             | Team | Zeit       |
| -- | --------------- | ------------------ | ---- | ---------- |
| 1. | David Zabriskie | Vereinigte Staaten | GRM  | 4:26:09 h  |
| 2. | Michael Rogers  | Australien         | THR  | gl. Zeit   |
| 3. | Levi Leipheimer | Vereinigte Staaten | RSH  | gl. Zeit   |
| 4. | Peter Sagan     | Slowakei           | LIQ  | + 0:17 min |
| 5. | Rory Sutherland | Australien         | UHC  | gl. Zeit   |

|    | Fahrer          | Nation                   | Team | Zeit       |
| -- | --------------- | ------------------------ | ---- | ---------- |
| 1. | David Zabriskie | Vereinigte Staaten       | GRM  | 13:09:33 h |
| 2. | Michael Rogers  | Australien               | THR  | + 0:04 min |
| 3. | Levi Leipheimer | Vereinigte Staaten       | RSH  | + 0:06 min |
| 4. | Peter Sagan     | Slowakei                 | LIQ  | + 0:21 min |
| 5. | Marc de Maar    | Niederlandische Antillen | UHC  | + 0:24 min |

### 4. Etappe
|    | Fahrer            | Nation                 | Team | Zeit      |
| -- | ----------------- | ---------------------- | ---- | --------- |
| 1. | Francesco Chicchi | Italien                | LIQ  | 4:55:02 h |
| 2. | Juan José Haedo   | Argentinien            | SAX  | gl. Zeit  |
| 3. | Mark Cavendish    | Vereinigtes Konigreich | THR  | gl. Zeit  |
| 4. | Theo Bos          | Niederlande            | CTT  | gl. Zeit  |
| 5. | Jonathan Cantwell | Australien             | VAU  | gl. Zeit  |

|    | Fahrer          | Nation                   | Team | Zeit       |
| -- | --------------- | ------------------------ | ---- | ---------- |
| 1. | David Zabriskie | Vereinigte Staaten       | GRM  | 18:04:35 h |
| 2. | Michael Rogers  | Australien               | THR  | + 0:04 min |
| 3. | Levi Leipheimer | Vereinigte Staaten       | RSH  | + 0:06 min |
| 4. | Peter Sagan     | Slowakei                 | LIQ  | + 0:21 min |
| 5. | Marc de Maar    | Niederlandische Antillen | UHC  | + 0:24 min |

### 5. Etappe
|    | Fahrer          | Nation             | Team | Zeit      |
| -- | --------------- | ------------------ | ---- | --------- |
| 1. | Peter Sagan     | Slowakei           | LIQ  | 4:52:28 h |
| 2. | Michael Rogers  | Australien         | THR  | gl. Zeit  |
| 3. | David Zabriskie | Vereinigte Staaten | GRM  | gl. Zeit  |
| 4. | Chris Horner    | Vereinigte Staaten | RSH  | gl. Zeit  |
| 5. | Paul Martens    | Deutschland        | RAB  | gl. Zeit  |

|    | Fahrer          | Nation                   | Team | Zeit       |
| -- | --------------- | ------------------------ | ---- | ---------- |
| 1. | Michael Rogers  | Australien               | THR  | 22:56:59 h |
| 2. | David Zabriskie | Vereinigte Staaten       | GRM  | gl. Zeit   |
| 3. | Levi Leipheimer | Vereinigte Staaten       | RSH  | + 0:10 min |
| 4. | Peter Sagan     | Slowakei                 | LIQ  | + 0:15 min |
| 5. | Marc de Maar    | Niederlandische Antillen | UHC  | + 0:28 min |

### 6. Etappe
|    | Fahrer          | Nation             | Team | Zeit      |
| -- | --------------- | ------------------ | ---- | --------- |
| 1. | Peter Sagan     | Slowakei           | LIQ  | 6:07:08 h |
| 2. | Rory Sutherland | Australien         | UHC  | gl. Zeit  |
| 3. | Michael Rogers  | Australien         | THR  | gl. Zeit  |
| 4. | Levi Leipheimer | Vereinigte Staaten | RSH  | gl. Zeit  |
| 5. | Ryder Hesjedal  | Kanada             | GRM  | gl. Zeit  |

|    | Fahrer          | Nation             | Team | Zeit       |
| -- | --------------- | ------------------ | ---- | ---------- |
| 1. | Michael Rogers  | Australien         | THR  | 29:04:03 h |
| 2. | David Zabriskie | Vereinigte Staaten | GRM  | + 0:04 min |
| 3. | Peter Sagan     | Slowakei           | LIQ  | + 0:09 min |
| 4. | Levi Leipheimer | Vereinigte Staaten | RSH  | + 0:14 min |
| 5. | Rory Sutherland | Australien         | UHC  | + 0:29 min |

### 7. Etappe
|    | Fahrer          | Nation             | Team | Zeit       |
| -- | --------------- | ------------------ | ---- | ---------- |
| 1. | Tony Martin     | Deutschland        | THR  | 41:41 min  |
| 2. | Michael Rogers  | Australien         | THR  | + 0:22 min |
| 3. | David Zabriskie | Vereinigte Staaten | GRM  | + 0:27 min |
| 4. | Levi Leipheimer | Vereinigte Staaten | RSH  | + 0:33 min |
| 5. | Jens Voigt      | Deutschland        | SAX  | + 0:59 min |

|    | Fahrer          | Nation             | Team | Zeit       |
| -- | --------------- | ------------------ | ---- | ---------- |
| 1. | Michael Rogers  | Australien         | THR  | 29:46:06 h |
| 2. | David Zabriskie | Vereinigte Staaten | GRM  | + 0:09 min |
| 3. | Levi Leipheimer | Vereinigte Staaten | RSH  | + 0:25 min |
| 4. | Jens Voigt      | Deutschland        | SAX  | + 1:12 min |
| 5. | Rory Sutherland | Australien         | UHC  | + 1:26 min |

### 8. Etappe
|    | Fahrer          | Nation             | Team | Zeit       |
| -- | --------------- | ------------------ | ---- | ---------- |
| 1. | Ryder Hesjedal  | Kanada             | GRM  | 3:21:56 h  |
| 2. | George Hincapie | Vereinigte Staaten | BMC  | gl. Zeit   |
| 3. | Carlos Barredo  | Spanien            | QST  | gl. Zeit   |
| 4. | Chris Horner    | Vereinigte Staaten | RSH  | gl. Zeit   |
| 5. | Óscar Pujol     | Spanien            | CTT  | + 0:05 min |

|    | Fahrer          | Nation             | Team | Zeit       |
| -- | --------------- | ------------------ | ---- | ---------- |
| 1. | Michael Rogers  | Australien         | THR  | 33:08:30 h |
| 2. | David Zabriskie | Vereinigte Staaten | GRM  | + 0:09 min |
| 3. | Levi Leipheimer | Vereinigte Staaten | RSH  | + 0:25 min |
| 4. | Chris Horner    | Vereinigte Staaten | RSH  | + 1:04 min |
| 5. | Ryder Hesjedal  | Kanada             | GRM  | + 1:08 min |

## Wertungen im Tourverlauf
Die Tabelle zeigt den Führenden in der jeweiligen Wertung nach der jeweiligen Etappe an.
|   | Etappensieger     | Gesamtwertung   | Nachwuchswertung   | Bergwertung   | Punktwertung    | Kämpferischster Fahrer | Teamwertung             |
| - | ----------------- | --------------- | ------------------ | ------------- | --------------- | ---------------------- | ----------------------- |
| 1 | Mark Cavendish    | Mark Cavendish  | Alexander Kristoff | Paul Mach     | Mark Cavendish  | Maarten Tjallingii     | Team HTC-Columbia       |
| 2 | Brett Lancaster   | Brett Lancaster | Peter Sagan        | Thomas Rabou  | Brett Lancaster | Thomas Rabou           | Unitedhealthcare-Maxxis |
| 3 | David Zabriskie   | David Zabriskie | Peter Sagan        | Thomas Rabou  | Mark Cavendish  | Will Routley           | Team RadioShack         |
| 4 | Francesco Chicchi | David Zabriskie | Peter Sagan        | Ryan Anderson | Mark Cavendish  | Lars Boom              | Team RadioShack         |
| 5 | Peter Sagan       | Michael Rogers  | Peter Sagan        | Ryan Anderson | Peter Sagan     | Ben Day                | Team RadioShack         |
| 6 | Peter Sagan       | Michael Rogers  | Peter Sagan        | Thomas Rabou  | Peter Sagan     | George Hincapie        | Team RadioShack         |
| 7 | Tony Martin       | Michael Rogers  | Peter Sagan        | Thomas Rabou  | Peter Sagan     | Tony Martin            | Garmin-Transitions      |
| 8 | Ryder Hesjedal    | Michael Rogers  | Peter Sagan        | Thomas Rabou  | Peter Sagan     | Jaroslaw Popowytsch    | Garmin-Transitions      |